# Miles Austin
Miles J. Austin (30 de junho de 1984, Summit, Nova Jérsei) é um jogador de futebol americano  aposentado que atuava como wide receiver na NFL. Foi contratado pelo Cowboys como agente livre em 2006. Jogou futebol americano universitário pela Universidade de Monmouth. Atualmente ele é técnico de recebedores do Philadelphia Eagles.

## Carreira como profissional

### Dallas Cowboys
Na temporada de 2006, ano de sua estréia, Miles retornou 29 kickoffs para 753 jardas e anotou 5 tackles. Sua principal aparição na temporada foi num jogo de playoff contra o Seattle Seahawks. Ele retornou 3 kickoffs para 136 jardas no jogo, incluindo um retorno de 93 jardas para touchdown. Em 55 jogos de pós-temporada na história da franquia, foi a primeira vez que um jogador retornou um chute para touchdown em playoffs.
Com a dispensa de Terrell Owens, Austin começou a temporada como recebedor n° 3. Durante a free agency, o New York Jets se interessou por Austin mas não ofereceram um contrato, possivelmente porque teria de dar ao Cowboys uma escolha na segunda rodada do próximo draft para tê-lo.
Austin começou seu primeiro jogo como titular na NFL em 11 de setembro de 2009 contra o Kansas City Chiefs, depois da contusão do WR Roy Williams. Austin fez 10 recepções para 250 jardas (um recorde do Cowboys em um único jogo, quebrando o recorde de Bob Hayes que fez 246 jardas em 1966 contra o Washington Redskins) e 2 touchdowns incluindo um de 60 jardas para vencer o jogo na prorrogação. Austin quebrou mais um recorde em 25 de outubro contra o Atlanta Falcons ao substituir Patrick Crayton como recebedor n° 2. Austin se firmou como titular receber 171 jardas e fazer 2 touchdowns. Depois de apenas duas semanas como titular, Austin já era o nono WR mais prolífico da National Football League na semana 8 e se tornou o oitavo quatro semanas depois ao fazer se 8° touchdown contra Oakland no Thanksgiving Day. Já contra o Giants na semana 13 ele fez 10 recepções para 104 jardas e um touchdown.
Em 29 de dezembro de 2009, Austin foi selecionado para o Pro Bowl de 2010, que foi seu primeiro. Ele então liderou a NFC (terceiro no geral na NFL) com 1 320 jardas durante a temporada de 2009.
Em 9 de setembro de 2010, Austin assinou um novo contrato com os Cowboys para o começo do ano seguinte, com um total de 57 milhões de dólares por seis anos. Ele terminou a temporada com 69 recepções para 1 041 jardas e 7 touchdowns. Ele foi novamente nomeado para o Pro Bowl em 2010.
A temporada de 2011 de Austin começou bem com ele fazendo 5 recepções para 90 jardas no primeiro jogo do ano, seguido por mais uma grande partida com 3 recepções para touchdown em 9 bolas recebidas para 143 jardas. Porém ele acabou sofrendo com contusões e terminou a temporada com um dos piores retrospectos da carreira.
Em 2012, apesar de começar de começar 15 jogos como titular, ele registrou apenas 66 recepções para 943 jardas e apenas 6 touchdowns. No ano seguinte, seus números pioraram. Em 2013 ele conseguiu apenas 244 jardas em 24 recepções, sem marcar TDs.

### Cleveland Browns
Em 2014, ele assinou um contrato com o Cleveland Browns.

### Philadelphia Eagles
Em 2015, Miles foi contratado pelo Philadelphia Eagles, time pelo qual viria a se aposentar.